# OpenCores
OpenCores és una comunitat que desenvolupa maquinari digital de codi obert mitjançant l'automatització del disseny electrònic (EDA), amb una filosofia similar al moviment del programari lliure. OpenCores espera eliminar el treball de disseny redundant i reduir els costos de desenvolupament. S'ha informat que diverses empreses adopten OpenCores IP en xips, o com a complements a les eines EDA. OpenCores també es cita de tant en tant a la premsa electrònica com un exemple de codi obert a la comunitat de maquinari electrònic.